# Ludwig Reich

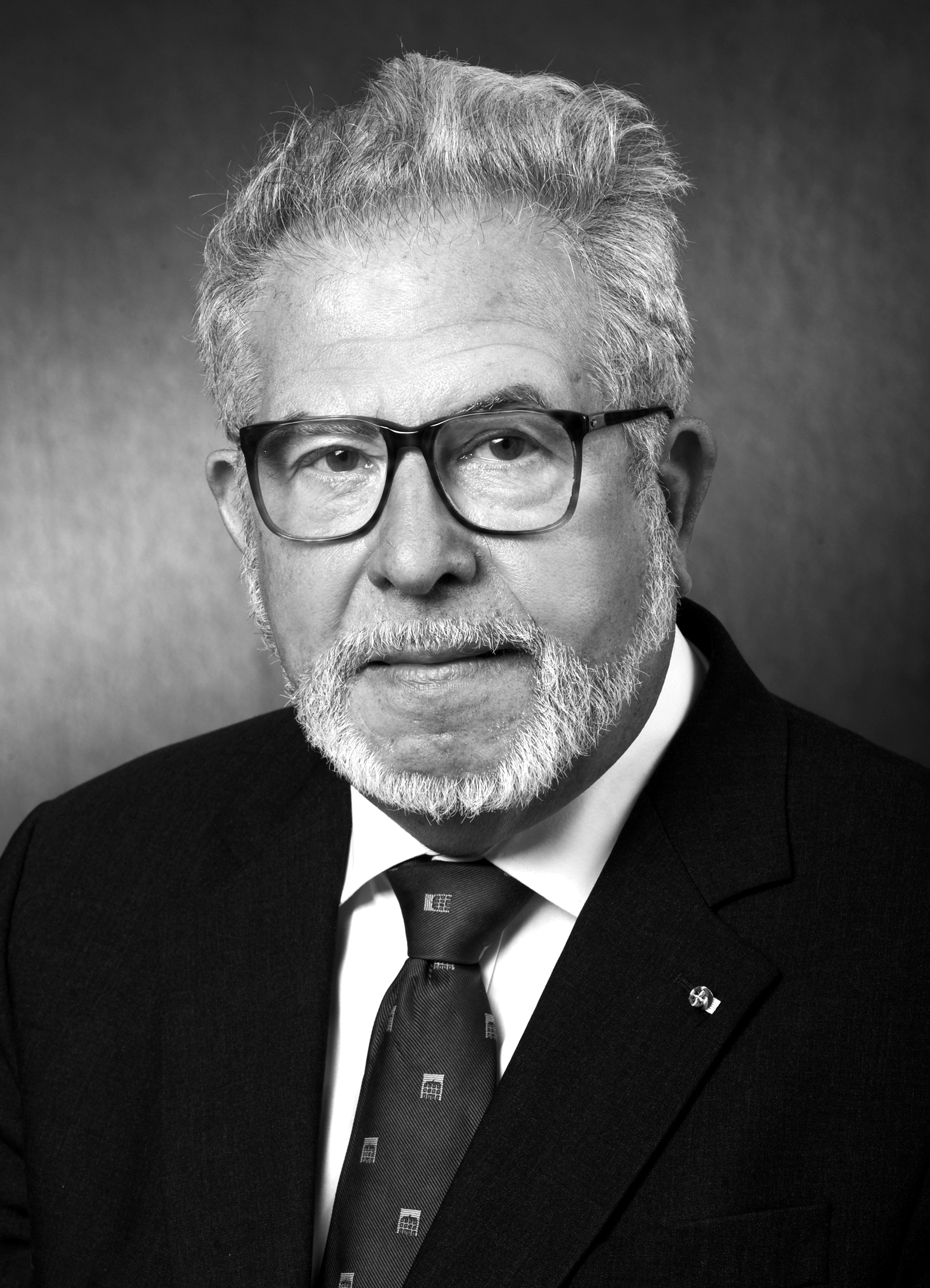
Ludwig Reich (im Festband zu seinem 70. Geburtstag)

Ludwig Reich (* 1. Januar 1940 in Mödling, Österreich) ist ein österreichischer Mathematiker. Er ist emeritierter Universitätsprofessor der Universität Graz.

## Leben und Wirken
Ludwig Reich besuchte in Mödling die Volksschule und das Gymnasium und legte 1958 die Matura ab. Danach studierte er an der Universität Wien Mathematik und theoretische Physik und war von 1961 bis 1963 wissenschaftliche Hilfskraft. 1963 wurde er in Wien bei Karl Prachar und Edmund Hlawka mit der Arbeit Beiträge zur algebraischen Geometrie unter den Auspizien des Bundespräsidenten zum Dr. phil. promoviert. 1967 ging er als wissenschaftlicher Assistent von Ernst Peschl an die Universität Bonn, wo er sich 1967 habilitierte. Von 1970 bis 1971 hatte er als Wissenschaftlicher Rat eine Professur an der Universität Würzburg. 1971 wurde er als ordentlicher Professor an die Universität Graz berufen. Dort war er von 1971 bis 1975 und von 1992 bis 1994 Institutsvorstand des Mathematischen Instituts, von 1979 bis 1981 war er Dekan der Naturwissenschaftlichen Fakultät.
Ludwig Reich wurde 1989 korrespondierendes und 1992 wirkliches Mitglied der mathematisch-naturwissenschaftlichen Klasse der Österreichischen Akademie der Wissenschaften. Er ist Mitglied der Österreichischen Mathematischen Gesellschaft, war 1989 bis 1993 deren Vorsitzender und wurde als Ehrenmitglied gewählt.
Ludwig Reich ist oder war Herausgeber oder Mitherausgeber der Grazer Mathematischen Berichte (ab 1985), der Mathematica Pannonica (ab 1989, seit 2010 ehrenhalber), des Journal of the Egyptian Mathematical Society (ab 1994), der Aequationes Mathematicae (ab 1996, jetzt ehrenhalber) und der Sitzungsberichte der Mathematischen, Physikalischen und Technischen Wissenschaften der Österreichischen Akademie der Wissenschaften (ab 1998). Er war Mitglied im Redaktionskollegium der Vereinszeitschrift Internationale Mathematische Nachrichten der Österreichischen Mathematischen Gesellschaft.
Zu seinen Forschungsgebieten gehören die Theorie der gewöhnlichen und partiellen Differentialgleichungen in der komplexen Ebene. Besondere Interessengebiete sind Dynamische Systeme, besonders die Iteration holomorpher Funktionen und die Theorie der Funktionalgleichungen.

## Auszeichnungen und Ehrungen
- 2009: Großes Silbernes Ehrenzeichen für Verdienste um die Republik Österreich[4]
- 2010: „Honorary Member of the Scientific Committee“ der European Conferences on Iteration Theory (ECIT)[5]
- 2011: „Honorary Member of the Scientific Committee“ des International Symposia of Functional Equations (ISFE)[6]
- 2013: „Goldene Doktordiplom“ der Universität Wien[7]

Der 1990 entdeckte Hauptgürtelasteroid (29185) Reich wurde auf Vorschlag des Mitentdeckers Lutz D. Schmadel nach ihm benannt.

## Schriften
Ludwig Reich ist Autor oder Mitautor von über 100 Artikeln in wissenschaftlichen Zeitschriften, unter anderem:
- Beiträge zur algebraischen Geometrie. 3 Teile. Springer, Wien 1963, DNB 560819005.
- Typen analytischer Differentialgleichungssysteme in der Nähe einer Gleichgewichtslage im Falle mehrfacher Eigenwerte des linearen Anteils. In: Sitzungsberichte der Österreichischen Akademie der Wissenschaften, Mathematisch-Naturwissenschaftliche Klasse. Band 176, S. 466–476. Sonderdruck: Springer, Wien/New York 1968, DNB 750199652.
- Holomorphe Integrale verallgemeinerter Briot-Bouquetscher Differentialgleichungen. In: Sitzungsberichte der Österreichischen Akademie der Wissenschaften, Mathematisch-Naturwissenschaftliche Klasse. Band 176, S. 440–463. Sonderdruck: Springer, Wien/New York 1968, DNB 750304405.
- Über den Anziehungsbereich eines Fixpunktes bei biholomorphen Abbildungen des Cn. In: Sitzungsberichte der Österreichischen Akademie der Wissenschaften, Mathematisch-Naturwissenschaftliche Klasse. Band 179, S. 123–144. Sonderdruck: Springer, Wien/New York 1971, DNB 575753323.
- Über analytische Iteration linearer und kontrahierender biholomorpher Abbildungen. Gesellschaft für Mathematik und Datenverarbeitung, St. Augustin 1971, DNB 457910364.
- mit Ernst Peschl: Beispiel einer kontrahierenden biholomorphen Abbildung, die in keine Liesche Gruppe biholomorpher Abbildungen einbettbar ist. In: Bayerische Akademie der Wissenschaften. Mathematisch-Naturwissenschaftliche Klasse: Sitzungsberichte. Nr. 5, 1971, S. 82–92. Sonderdruck: Beck, München 1971, ISBN 978-3-7696-4609-2.
- Über regulär-singuläre Stellen von Lösungen einer Klasse linearer partieller Differentialgleichungen. Forschungszentrum Graz. Mathematisch-Statistische Sektion, Graz 1973, DNB 850496195.
- Bemerkungen zum Gauss’schen Lemma und zum Satz von Eisenstein. Forschungszentrum Graz. Mathematisch-Statistische Sektion, Graz 1973, DNB 850496209.
- Erste Integrale und Normalformen analytischer Differentialsysteme. Forschungszentrum Graz. Mathematisch-Statistische Sektion, Graz 1976, DNB 850504465.
- mit Josef Unger: Derivationen höherer Ordnungen als Lösungen von Funktionalgleichungen. Fachbibliothek für Mathematik, Karl-Franzens-Universität Graz, Graz 1998, DNB 954180135.